# エナメリン
エナメリンは歯のエナメル質に見られるタンパク質の一種。エナメル質のうち、タンパク質は5%未満であるが、そのうち2%がエナメリンである。エナメルタンパクの一種であり、ameloproteases-Iとして知られる。その機能はまだ完全には理解されていないが、歯の発生時にアメロゲニンを破壊すると信じられている。
他のエナメルタンパクとしては、アメロゲニン、アメロブラスチン、tuftelins等がある。